# Stylostegium
Stylostegium là một chi rêu trong họ Seligeriaceae.